# 3Com
La 3Com è stata una società produttrice di articoli per reti locali, fondata nel 1979 da Robert Metcalfe, l'inventore del protocollo Ethernet. Il nome 3Com significa Computer, Comunicazione e Compatibilità.
Il quartier generale si trovava a Santa Clara - California. 3Com era commercialmente presente in tutto il mondo ed aveva uffici propri in 41 paesi. Alla fine del 2004 occupava circa 1.800 dipendenti.
La produzione di 3Com ha spaziato dalle schede di rete agli switch, dai firewall ai router, dagli access point wireless ai modem. Negli ultimi anni, inoltre, 3Com era entrata anche nel mondo della telefonia VoIP.
Il 12 aprile 2010 HP ha annunciato di aver completato l'acquisizione di 3Com per $2,7 miliardi di dollari.

## Lo sviluppo
La crescita della 3Com, come per quasi tutte le aziende simili, si è svolta in gran parte con l'acquisizione di ditte di dimensioni più piccole che avevano una posizione interessante nei mercati che di volta in volta diventavano di interesse per la società. In quest'ottica 3Com ha acquisito:
- BICC Data Networks nel 1992
- Star-Tek nel 1993
- Synernetics nel 1993
- Centrum nel 1994
- NiceCom nel 1994
- AccessWorks, Sonix Communications, Primary Access e Chipcom nel 1995
- Axon e OnStream Networks nel 1996.

Due grandi acquisizioni hanno consolidato la posizione dell'azienda tra i big payer del mercato. Nel 1995 ha acquisito Chipcom, azienda leader nella produzione di hub ethernet a chassis e produttore dei primi stackable hub, per 700 milioni di dollari. Nel 1997 3Com ha assorbito, per fusione, U.S. Robotics e con essa Palm, Inc.. Nel marzo del 2000, Palm Inc viene ammessa alla quotazione al Nasdaq.
Nel 2003 3Com ha ceduto la sua controllata CommWorks Corporation alla UTStarcom, Inc.. La CommWorks Corporation si trova a Rolling Meadows, Illinois, e sviluppa infrastrutture di telecomunicazione cablata e wireless.
Nell'aprile 2010 3Com è stata acquisita da HP per $2,7 miliardi di dollari.